# Illachime Quartet
L'Illachime Quartet è una band italiana dedita ad una fusione sperimentale tra rock dai toni post punk e molteplici elementi derivanti tanto dalla musica elettronica quanto dal free jazz.
Per molti anni, pur definendosi quartet (quartetto) il nucleo stabile della band è stato formato in realtà da 2 membri, Fabrizio Elvetico e Gianluca Paladino, coadiuvati da un nutrito cast di collaboratori, cui si è aggiunto nel 2006 Pasquale Termini.
Più di recente, la formazione si è assestata su un vero e proprio quartetto con la permanenza stabile di Ivano Cipolletta. Il termine Illachime invece, deriva dalla locuzione "in lacrime" che, sostituendo alcune lettere, diventa l'unione tra gli articoli il e la e i pronomi chi e me.

## Storia del gruppo e produzione
Fondati nel 2002, hanno pubblicato il primo album, omonimo, nel 2004.
Nell'esordio appaiono già chiare le coordinate di ricerca sonora del gruppo, in cui il background accademico di Elvetico, professore di armonia e analisi presso il conservatorio, si incontra e scontra con le asprezze del post punk e con l'improvvisazione radicale del free jazz.
Nel 2008 lo stesso Elvetico fa parte della formazione che esegue assieme a Rhys Chatham il suo Guitar Trio nella tappa di Napoli della tournée mondiale del compositore e chitarrista statunitense.
Nel 2009 esce invece I'm Normal, My Heart Still Works, in cui spiccano le collaborazioni con Rhys Chatham, Graham Lewis dei Wire e Mark Stewart del Pop Group.
L'album desta attenzione da parte della critica specialisitica nonostante le soluzioni sonore adottate rimangano fedeli all'approccio avanguardista che contraddistingue la band.
Nel 2010 Elvetico si dedica al progetto parallelo FERC con Rossella Cangini con cui realizza the Trail of Monologues (Silta Records). Nel 2012 è uscito un terzo album del gruppo composto da un inedito e 11 remix di brani dalle precedenti release, ad opera, tra gli altri, di artisti come Mark Stewart, Schneider TM, Domenico Sciajno, Retina.it., Philippe Petit.
Nel 2012 esce Sales, album che coincide con l'interruzione dell'attività live. Contiene dodici tracce, tra cui un inedito e 11 remix di brani dei dischi precedenti, a opera di musicisti italiani e internazionali, tra cui spiccano Mark Stewart, Philippe Petit, SchneiderTM, Retina.it, Domenico Sciajno.
Nel 2015 esce il volume di Antonello Cresti Solchi sperimentali Italia, 50 anni di italiche musiche altre (Crac Edizioni) in cui c'è un paragrafo dedicato alla band e un'intervista a Elvetico. Il gruppo, assieme a Riccardo Veno, è l'unico progetto completamente partenopeo a essere citato. In occasione della presentazione del libro presso l'Asilo Filangieri di Napoli, avviene la reunion del quartetto (con Ivano Cipolletta alla batteria), che annuncia di essere tornato in studio per lavorare al quarto album.
Il nuovo album (primavera del 2019) è un concept diviso in due parti ispirate a una pellicola cult del 1970, Cinque pezzi facili.
Parte A - Five Easy Pieces: è composta di rielaborazioni di colonne sonore originali di Illachime Quartet prodotte per vari filmati e documentari, ed eseguite con una vera e propria Big Band.
Parte B - Five Uneasy Pieces: è il risultato di due sessioni di integrale improvvisazione tenute dal Quartetto presso il teatro de l'Asilo (ex Asilo Filangieri) di Napoli nel febbraio 2018.
Soundtrack (for Parties on the Edge of the Void) è il titolo dell'album che, da un lato, richiama la destinazione originaria di una parte delle composizioni (quelle della Parte A), dall'altro conferma l'attenzione della band ai segnali che vengono dalla realtà sociale e politica del mondo attuale, che sembra sempre più sull'orlo del baratro a causa di violenze di ogni genere, devastazione ambientale, economie predatorie e razzismo dilagante. In opposizione a questo, il gruppo intende invitare - non senza una certa amara ironia - all'incontro accogliente e festoso, e alla condivisione tra le persone.

## Formazione
- Fabrizio Elvetico: basso, piano, laptop, tastiere
- Gianluca Paladino: chitarra, campionatore
- Pasquale Termini: violoncello
- Ivano Cipolletta: batteria

## Discografia

### Album studio
- 2004 - Illàchime Quartet (Nocebo Records/distr. Demos Multimedia/Cuneiform)
- 2009 - I'm Normal, My Heart Still Works (Fratto9 Under the Sky Records/Lizard - distr. Audioglobe)
- 2012 - Sales (Lizard Records)
- 2019 - Soundtrack for Parties on the Edge of the Void (l'Asilo/Solchi Sperimentali Discografici)

### Partecipazione a compilation
- 2008 - Bip-Hop Generation Vol. 9  (con 3 brani inediti)  (BiP_HOp)
- 2009 - Zaum vol. 1 (Psychonavigation Records)
- 2009 - This is Naples! Vol.1 (Freakhouse Records)